# Anna Veselovská
Anna Veselovská (* 15. října 1995 Pusté Úľany) je finalistka pěvecké soutěže Hlas Česko Slovenska.

## Život
Na Střední zdravotní škole studuje optiku.
V roce 2011 se přihlásila do pěvecké soutěže Hlas ČeskoSlovenska. Její kouč (porotce) je Patrik „Rytmus“ Vrbovský. V soutěži se doprovází na kytaru.
- Výběr naslepo – „Feeling Good“ od Michael Bublé
- Souboj s Lucií Dobrovodskou – „Set Fire to The Rain" od Adele
- 1. finále – „Jar of Hearts“ od Christina Perri
- 2. finále – „Slzy tvý mámy“ od Olympic
- 3. finále – „The Story“ od Brandi Carlile

## Diskografie
- Na ceste, singl
- Lepší ako sme, singl
- 10 rozdielov, 2013, CD[1][2]